# Douglas Loescher
Douglas Loescher (* 2. März 1967) ist ein ehemaliger US-amerikanisch-deutscher Basketballspieler.

## Werdegang
Loescher, aus Clarks Summit im US-Bundesstaat Pennsylvania stammend, spielte Basketball an der Abington Heights High School und von 1985 bis 1989 an der Cedarville University in Ohio. Zu seinen Stärken gehörte der Distanzwurf.
Der von Geburt an auf dem linken Auge blinde Loescher musste sich dieses Auge im September 1991 entfernen lassen, wodurch sich sein Vorhaben, als Profi nach Europa zu wechseln, erst einmal zerschlug. Loescher, der selbst ein begabter Fußballspieler war, war dann zunächst als Fußballtrainer an der Abington Heights High School tätig.
In der Saison 1994/95 stand der 1,84 Meter große Spieler beim deutschen Basketball-Bundesligisten TTL Bamberg unter Vertrag und erzielte 3,1 Punkte je Begegnung. Außerdem spielte er in dieser Saison zeitweilig für den Zweitligisten Post SV Telekom Bonn. In der Saison 1995/96 verstärkte Loescher den TK Hannover in der 2. Basketball-Bundesliga, 1996/97 spielte er in derselben Liga für den FC Schalke 04.
Nach seiner Rückkehr in die Vereinigten Staaten studierte Loescher an einem Baptistenseminar.